# Підводні човни класу U-27
Підводні човни класу U-27 (англ. U-27-class submarine — тип підводних човнів Ц. К. військового флоту Австро-Угорщини періоду 1-ї світової війни. Їх будували за ліцензією і прототипом були підводні човни класу UB II німецького імперського флоту.
На початок війни гостро відчувався брак підводних човнів у флоті Австро-Угорщини, який складався із застарілих підводних човнів класу U-10 (німецькі човни класу UB I), класу U-20 (данські човни класу Havmanden), U-14 (французький човен Curie). У середині 1915 було вирішено поповнити флот німецькими підводними човнами класу UB II. Згідно з ліцензією верф AG Weser з Бремену надавала креслення човнів. У жовтні 1915 було укладено договір на будівництво перших шести човнів на корабельнях Cantiere Navale Triestino і Ganz Danubius, що належали відповідно австрійській та угорській частинам імперії. У 1916 було укладено контракт на будівництво ще двох човнів. Підводні човни при довжині 36,91 м, ширині 4,37 м, осадці 3,71 м мали водотоннажність 264/332 т. Два дизельні мотори потужністю 270 к.с. (200 кВт) і два електромотори потужністю 280 к.с. (210 кВт) дозволяли човнам розвивати швидкість у 9 вузлів (16,7 км/год) і 7,7 вузлів (13,9 км/год). Озброєння складалось з 450 мм ТА, 75 мм гармати і 8 мм кулемету, що було слабшим за німецькі прототипи.
Човни увійшли до складу флоту впродовж 1917—1918 років і взяли участь у бойових діях. Один з них затонув, а решта після завершення війни як репарації перейшла до Франції та Італії і була порізана на металобрухт до 1920 року.

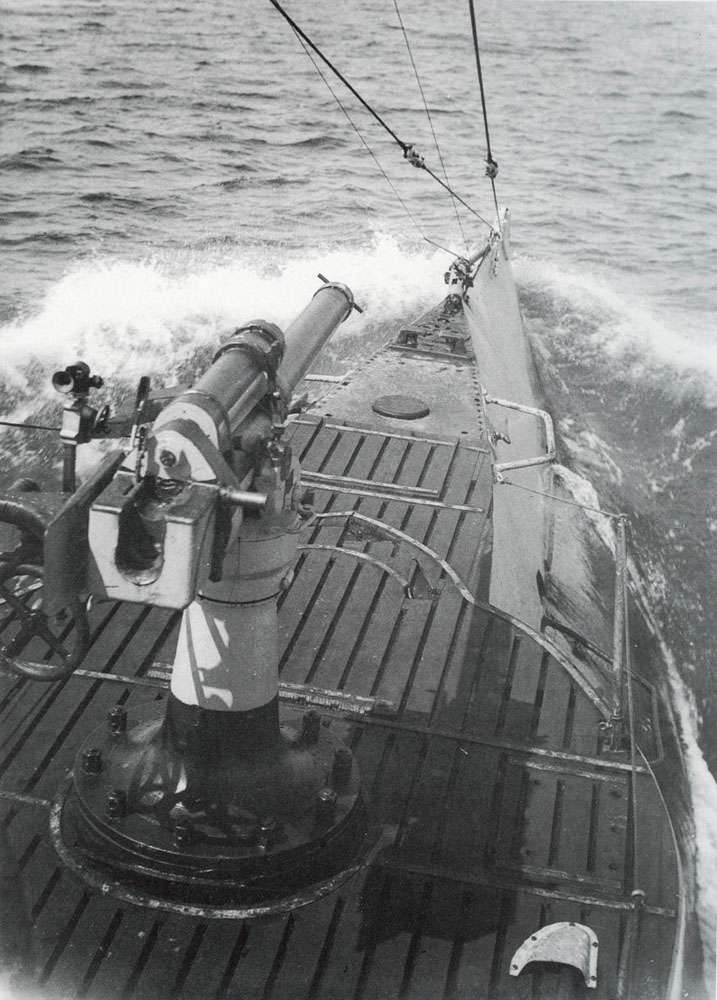
75 мм гармата підводного човна. 1915

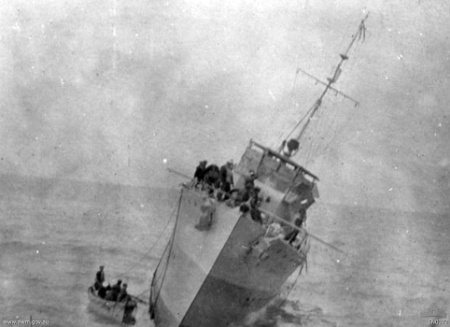
«Phoenix» після торпедної атаки

### SM U-27
Підводний човен, збудований фірмою Cantiere Navale Triestino на верфі флоту у Пулі, спустили на воду 19 жовтня 1916 і прийняли до складу флоту 24 лютого 1917 року. Човном командували Роберт Тойфл фон Фернланд (лютий-грудень 1917), Йозеф Голуб (грудень 1917-жовтень 1918). Впродовж війни потопив есмінці англійський «Phoenix» (14 травня 1918), японський «Sakaki» (11 червня 1917) та 32 кораблі загальною водотоннажністю 14,386 т. Кінець війни зустрів на базі у Пулі, де був переданий італійцям.

### SM U-28
Підводний човен збудувала фірма Cantiere Navale Triestino на верфі флоту у Пулі. Був спущений на воду 8 січня 1917 і прийнятий до флоту 26 червня 1917 року. Човном командували зденко Гудечек (червень 1917 — жовтень 1918), Франц Жеменовський фон Траутенегг (жовтень 1918). Човен потопив 10 кораблів водотоннажністю 44,753 т, пошкодив 1 корабель (5,592 т). Після війни переданий 1919 італійцям, які відвели його до Венеції, де наступного року порізали на металобрухт.

### SM U-29
Підводний човен збудувала фірма Ganz Danubius на верфі у Фіумі. Спущений на воду 21 жовтня 1916 і прийнятий до флоту 21 січня 1917 року. Човном командували Лео Прасіл (січень 1917-серпень 1918), Фрідріх Штерз (вересень 1918), Роберт Дюрріаль (вересень-листопад 1918), який походив з Галичини. Човен потопив 3 кораблі водотоннажністю 14,784 т, пошкодив англійський крейсер «Edgar» (4 квітня 1918). Після війни передана Франції і переведена до Бізерти.

### SM U-30
Підводний човен збудувала фірма Ganz Danubius на верфі у Фіумі. Спущений на воду 27 грудня 1916 і прийнятий до флоту 17 лютого 1917 року. Капітаном човна був Фрідріх Фандріх (лютий-квітень 1917). Човен базувався у Которі, звідки вийшов 31 березня 1917 для патрулювання протоки Отранто, після чого безслідно пропав. Припускають, що човен міг підірватись на міні у протоці.

### SM U-31
Підводний човен збудувала фірма Ganz Danubius на верфі у Фіумі. Спущений на воду 28 березня 1917 і прийнятий до флоту 24 квітня 1917 року. Човном командували Франц Нейебши (квітень 1917-січень 1918), Герман Рігель (березень-жовтень 1918). Човен з бази у Которі, брав участь у битві при Дуррес. Потопив два італійські кораблі (4,088 т) та пошкодив англійський легкий крейсер «Weymouth» (2 жовтня 1918). Після війни переданий Франції і переведений до Бізерти, де 1920 порізаний на металобрухт.

### SM U-32
Підводний човен збудувала фірма Ganz Danubius на верфі у Фіумі. Спущений на воду 11 травня 1917 і прийнятий до флоту 29 червня 1917 року. Човном командували Гастон Віо (червень 1917-квітень 1918), Отто Кассероллер (квітень-жовтень 1918). Човен діяв з бази у Пулі. Потопив 4 кораблі (3,728 т), пошкодив один (3,06 т). Після війни переданий Італії, де був порізаний 1920 на металобрухт.

### SM U-40
Підводний човен збудувала фірма Cantiere Navale Triestino (CNT) на військовій верфі у Пулі. Спущений на воду 21 квітня 1917 і прийнятий до флоту 4 серпня 1917 року. Потопив 3 кораблі (9,838 т), пошкодив два (7 423 т). командир італійського торпедного човна «Ardea» подав 26 квітня 1918 помилковий рапорт про потоплення ним глибинними бомбами човна U-40, який начебто атакував конвой. У жовтні 1918 човен перевели з Пули до Фіуми, де він зустрів кінець війни. 23 березня 1919 як репарації переданий Італії, переведений до Венеції, де був порізаний на металобрухт. Човном командували Йоган Крсняві (серпень 1917-вересень 1918), Володимир Пфайфер (вересень-жовтень 1918).

### SM U-41
Підводний човен збудувала фірма Cantiere Navale Triestino (CNT) на військовій верфі у Пулі. Був закладений 23 лютого 1917, спущений на воду 11 листопада 1917 і прийнятий до флоту 19 лютого 1918 року. Човен плавав під командуванням Едгара Вольфа (лютий-жовтень 1918). Потопив один французький корабель (4,604 т). Після війни переданий Франції і разом з однотипними човнами U-29, U-31 переведений 1920 до Бізерти, де їх наступного року порізали на металобрухт.